# 拉毛果

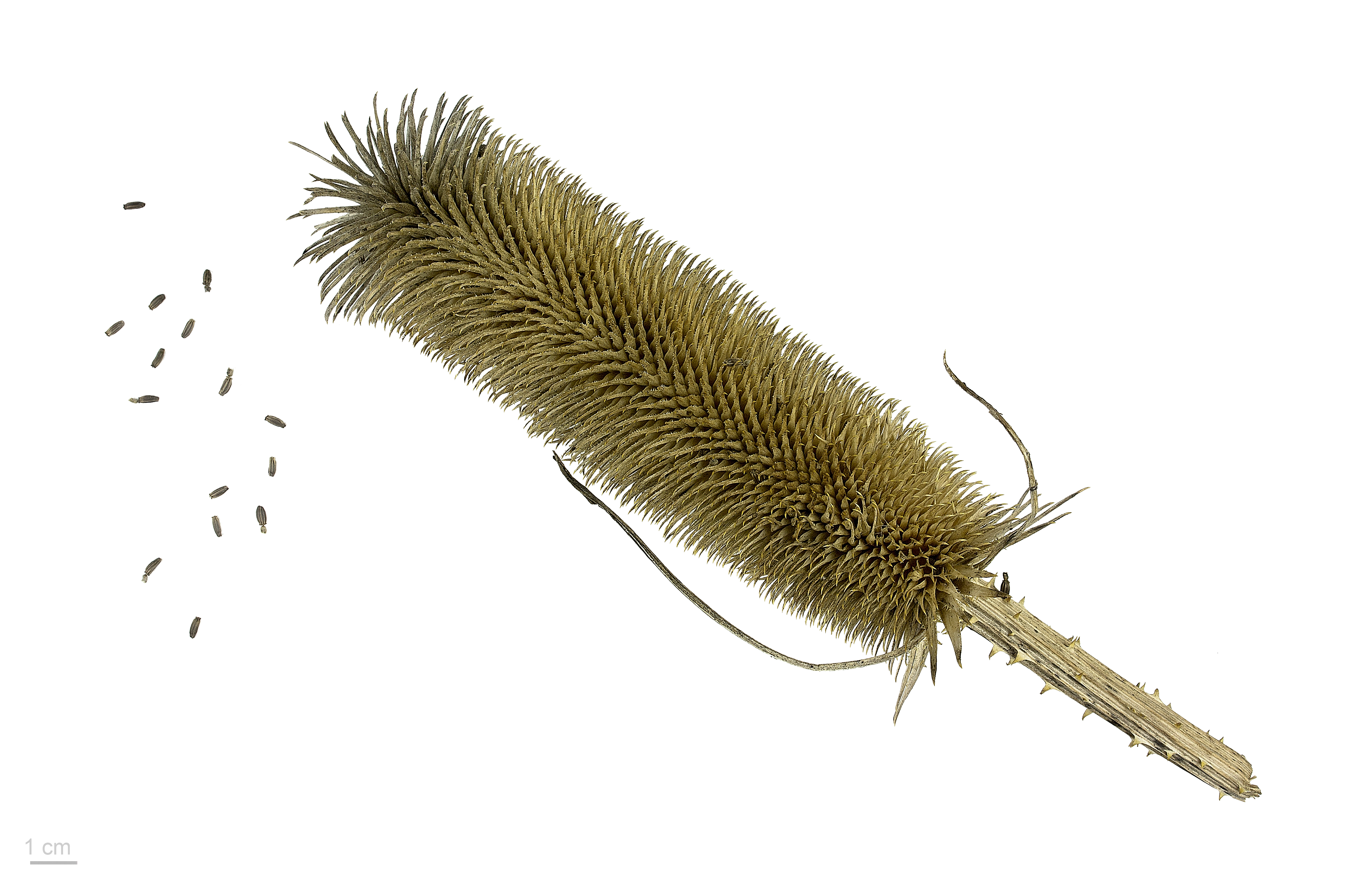
Dipsacus sativus”

拉毛果（学名：Dipsacus sativus）为川续断科川续断属下的一个种。

## 扩展阅读
- 維基物種上的相關：拉毛果